# Блинова, Анна Алексеевна
Анна Алексеевна Блинова (2 мая 1992, Тосно) — российская актриса театра и кино. Лауреат театральной премии «Золотая маска-2021» за лучшую женскую роль («Нана»).

## Биография
Анна Блинова родилась в Тосно Ленинградской области в 1992 году.
В 2014 году завершила обучение в Санкт-Петербургской государственной академии театрального искусства. Обучалась на курсе А. Д. Андреева. В том же году была принята в стажёрскую группу Академического Малого драматического театра — Театра Европы. В Александринский театр на службу поступила в 2016 году.
В дипломных спектаклях исполнила роли: Джульетта («Ромео и Джульетта»), Служанка и Ученица («Урок»), Злая дочь («Петербургские водевили»), Мавра («Мёртвые души»).
На сцене Александринского театра первой ролью стала Соня Мармеладова в спектакле Аттилы Виднянского «Преступление и наказание» по мотивам романа Ф. М. Достоевского. За эту роль была удостоена специального приза Экспертного совета «Дебют» Высшей театральной премии Санкт-Петербурга «Золотой софит».
В октябре 2020 года исполнила главную роль в спектакле Андрия Жолдака «Нана». Эта роль принесла победу в Российской национальной театральной премии «Золотая Маска» («Драма/Женская роль»), также была номинирована на Высшую театральную премию Санкт-Петербурга «Золотой софит» («Лучшая женская роль»).
В 2022 году сыграла роль Екатерины Михайловны Юрьевской, супруги Александра II в спектакле Валерия Фокина «Один восемь восемь один».
Снималась в кино и телесериалах: «Винтик пропаганды», «Ладога», «Под электрическими облаками», «Довлатов» и другие.

## Работы в театре
Александринский театр:
- «Рождение Сталина» — Ольга;
- «Какая грусть, конец аллеи» — Наталья, Тамара Георгиевна, Анина;
- «Блаженная Ксения. История любви» — Ксения;
- «Швейк. Возвращение» — Кати III;
- «Оптимистическая трагедия. Прощальный бал» — Комиссар;
- «Ваш Гоголь. Последний монолог» — участница спектакля;
- «Двенадцать» — Красногвардеец;
- «Преступление и наказание» — Соня Мармеладова;

## Работы в кино
- 2013 — «Винтик пропаганды» (Марта);
- 2013 — «Ладога» (Танька, регулировщица);
- 2014 — «Ёлки 1914» (медсестра);
- 2015 — «Под электрическими облаками» (эпизод);
- 2016 — «Вспомни меня» (Аня);
- 2018 — «Довлатов» (жена Давида);
- 2021 — «Дело | House Arrest» (Ольга Крылатова);
- 2023 — «Воздух» (сотрудница музея).

## Награды и номинации
| Год  | Награда            | Категория                 | Роль         | Итог   | Источники |
| ---- | ------------------ | ------------------------- | ------------ | ------ | --------- |
| 2021 | Золотая маска-2021 | Драма/Лучшая женская роль | «Нана», Нана | Победа |           |